# Юнны
Юнны (баш. Йөннө) — село в Илишевском районе Башкортостана, входит в состав Юнновского сельсовета.

## История
Было основано башкирами Еланской волости Казанской дороги на собственных вотчинных землях.
Возникло в результате объединения сёл Верхнеюннова и Нижнеюннова в 2005 г.
Текст Закона «О внесении изменений в административно-территориальное устройство Республики Башкортостан в связи с образованием, объединением, упразднением и изменением статуса населенных пунктов, переносом административных центров» от 20 июля 2005 года N 211-З:

ст. 3. Объединить следующие населенные пункты:

2) в Илишевском районе:

село Нижнеюнново и Верхнеюнново Юнновского сельсовета, установив объединенному населенному пункту тип поселения — село;

## Население
| 2002 | 2009 | 2010 |
| ---- | ---- | ---- |
| 889  | ↘763 | ↗814 |

Национальный состав
Согласно переписи 2002 года, преобладающая национальность — башкиры (96 %).

## Географическое положение
Расстояние до:
- районного центра (Верхнеяркеево): 5 км,
- центра сельсовета (Верхнеяркеево): 5 км,
- ближайшей ж/д станции (Буздяк): 102 км.

## Люди, связанные с селом
- Яхин, Фазылгаян Фаткулбаянович (1923—1999) — Герой Социалистического Труда (1966). Депутат VIII-го созыва Верховного Совета СССР (1970—1974).